# 不良在庫
不良在庫（ふりょうざいこ）とは、工場、倉庫や小売店等に長期間、在庫として売れずに残っているものをいう。流行遅れ、賞味期限切れ、季節外れとなった製品及び商品、需要予測を誤って過剰に製造あるいは仕入れを行った製品及び商品等が代表的なものである。コストをかけて製造又は仕入れを行った製商品が、見込期間内に見込価格で販売ができないと、企業経営上種々の悪影響がある。
具体的には、長期間在庫として保存していることによる色あせや破損などの物理的な価値の劣化や、在庫として販売できないため、投下した資本を現金として回収できないことによる資金繰りの悪化や資本コストの増加、並びに在庫として倉庫などに保管することによる倉庫賃借料等のコストの増加が考えられる。
こうしたことから不良在庫は嫌われており、これを予防することを一つの目的として在庫管理が行われる。発生してしまった不良在庫については、例えば、小売店はワゴンセール等で処分することやアウトレット品として売り出すことが考えられる。
書籍ではゾッキ本として正規の流通ルートから外して古書市場に流す場合がある。